# Hundert-Morgen-Wald
Der Hundert-Morgen-Wald ist der Ort, an dem viele der Handlungen des Kinderbuches Pu der Bär und der verschiedenen Filme um die Figur Winnie Puuh und seine Freunde spielen. Das Vorbild für diesen Wald ist Ashdown Forest, ein Naturschutzgebiet in der Grafschaft East Sussex in England (Großbritannien). Christopher Milne, der als Christopher Robin selbst eine der Hauptpersonen in dem Buch seines Vaters Alan Alexander Milne ist, schrieb in seiner Autobiografie: „Pooh's Forest and Ashdown Forest are identical“. Das Wohnhaus der Familie Milne in Hartfield, Cotchfourd Farm, lag nicht weit von Ashdown Forest entfernt.

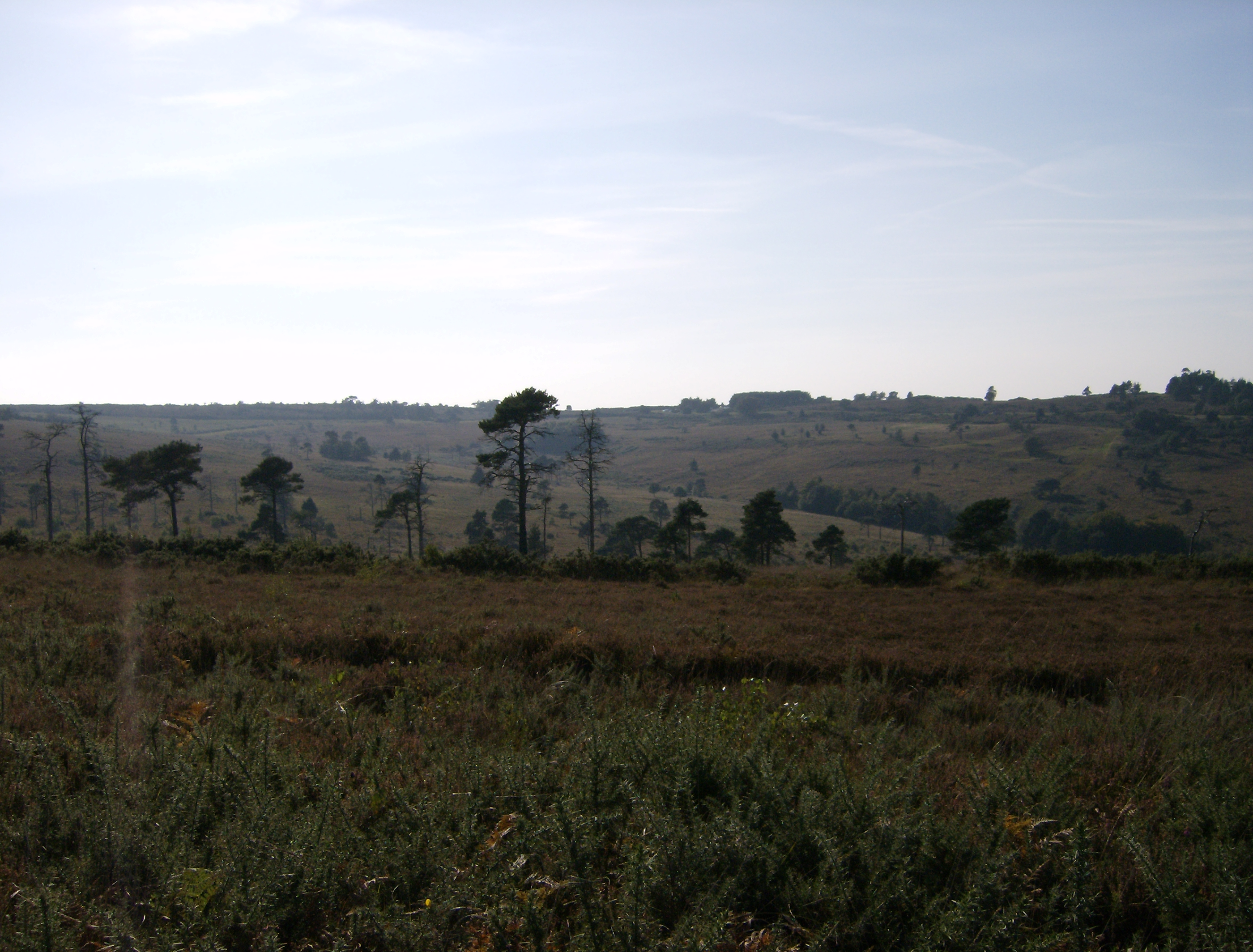
Foto des Ashdown Forest in der Nähe von Greenwood Gate Clump

Koordinaten: 51° 4′ 21″ N, 0° 2′ 35″ O

## Name
Der englische Originalname lautet Hundred Acre Wood. Harry Rowohlt übersetzte ihn mit Hundertsechzig-Morgen-Wald ins Deutsche, bei Disney heißt der Wald wie im Original Hundert-Morgen-Wald. 
In den Originalbüchern bezeichnet der Hundred Acre Wood bloß den Teil des Waldes rund um Eules Haus. In der Disney-Version heißt der gesamte Wald Hundred Acre Wood.

## Spielorte
Milne inspirierte die wunderschöne Landschaft des Ashdown Forest als Spielort für seine Bücher. Viele der Orte des Buchs und der Filme kann man in Ashdown Forest wiederfinden, auch wenn sie in der Realität andere Namen haben. Ein Teil des Forsts heißt beispielsweise in Wirklichkeit 500-Morgen-Wald (Five Hundred Acre Wood). Galleons Lap (in der Originalausgabe des Buchs) ist Gills Lap in der Landschaft. Der „Nordpol“ und I-Ahs Haus sind in Wrens Warren Valley.

## Bewohner
Der Wald beherbergt neben Pu dem Bären noch viele weitere Bewohner:
- Pu der Bär/Winnie Puuh
- I-Aah
- Kanga
- Eule
- Ferkel
- Kaninchen/Rabbit
- Christopher Robin
- Ruh
- Tiger/Tigger

### Nur in der Disney-Version
- Gopher
- Lumpi
- Mrs. Heffalump
- Kessie
- Darby
- Buster
- Biber, Stachelschwein, Waschbär, Stinktier, Eichhörnchen, Specht, Schildkröte

### Nur inPu der Bär - Rückkehr in den Hundertsechzigmorgenwald
- Lottie

## Trivia
In der Episode How Much Is The Rabbit In That Window? der Serie Neue Abenteuer mit Winnie Puuh scheint der Wald nicht in England, sondern nahe einer Kleinstadt in den USA zu liegen. Bekräftigt wird diese Annahme durch die Tatsache, dass auf einem Postkasten U.S. Mail geschrieben steht. 